# Leucothyreus acuminatus
Leucothyreus acuminatus är en skalbaggsart som beskrevs av Ohaus 1917. Leucothyreus acuminatus ingår i släktet Leucothyreus och familjen Rutelidae. Inga underarter finns listade i Catalogue of Life.